# Ágústsdóttir
Ágústsdóttir ist ein isländischer Name.

## Bedeutung
Der Name ist ein Patronym und bedeutet Ágústs Tochter. Die männliche Entsprechung ist Ágústsson (Ágústs Sohn).

## Namensträgerinnen
- Berglind Rós Ágústsdóttir (* 1995), isländische Fußballspielerin
- Guðrún Ágústsdóttir (* 1967), isländische Schwimmerin
- Lilja Ágústsdóttir (* 2004), isländische Handballspielerin
- Telma Ágústsdóttir (* 1977), isländische Popsängerin
- Thelma Dís Ágústsdóttir (* 1998), isländische Basketballspielerin
- Þorbjörg Ágústsdóttir (* 1981), isländische Fechterin